# Tubulanus punctatus
Tubulanus punctatus är en djurart som tillhör fylumet slemmaskar, och som först beskrevs av Tadahiro Takakura 1898.  Tubulanus punctatus ingår i släktet Tubulanus och familjen Tubulanidae. Inga underarter finns listade i Catalogue of Life.